# Francesco Biribanti
Francesco Biribanti (Terni, 17 gennaio 1976) è un pallavolista italiano.

## Biografia
Cresciuto nelle giovanili della Sisley Volley di Treviso, esordì in prima squadra nella vittoriosa stagione 1995-96. Nel 2001-02 fu ingaggiato dall'Icom Latina; disputò con la maglia biancoazzurra cinque stagioni; nel 2002-03 fu best scorer del campionato.
Il 27 novembre 2002, a Trieste, esordì in Nazionale in una gara amichevole persa per 3-1 contro il Resto del Mondo; conta attualmente 49 presenze in maglia azzurra e vanta la vittoria del Campionato Europeo del 2003.
Dopo due stagioni disputate nelle file della BluVolley Verona (2006-07) e della Famigliulo Corigliano (2007-08), è stato recentemente ingaggiato dalla BreBanca Lannutti Cuneo per la stagione 2008-09.
Per la stagione 2009-2010 è stato ingaggiato dalla Trenkwalder Modena squadra militante in serie A1.
Dal 2011 gioca con il Paykan Teheran nel campionato iraniano.
Nel 2012 si trasferisce in Serie A2 nella Volley Tricolore Reggio Emilia.
Nel 2013 si trasferisce a Lamezia Terme per giocare con la Fusion Volley Ilsap Lamezia in Serie B1.
Nel 2014 fa il suo ritorno a Latina per giocare con l'Hydra Volley Latina in Serie B1.

## Palmarès
- Campionato di Serie A1: 1

Treviso: 1995-1996